# Giv mig et kys
Giv mig et kys er en dansk dokumentarfilm fra 1969 med instruktion og manuskript af Svend Aage Lorentz.

## Handling
Kys på tusind måder fremført i rappe rim af Jørgen Ryg og Preben Kaas.